# Nine Lashes
Nine Lashes ist eine US-amerikanische christliche Alternative-Rock-Band, die 2006 in Birmingham (Alabama) gegründet wurde. Unabhängig veröffentlichten sie im Jahr 2009 ihr erstes Album mit dem Titel Escape. Durch dieses Album bekamen sie die Aufmerksamkeit von Trevor McNevan von der Band Thousand Foot Krutch, der sie mit dem Plattenverlag Tooth & Nail Records bekannt machte. Nachdem sie einen Plattenvertrag unterschrieben hatten, nahmen sie ihr zweites Album World We View auf und veröffentlichten es am 14. Februar 2012. Das Album verkaufte sich gut und erreichte einige Plätze in den amerikanischen Charts. Am 21. Januar 2014 veröffentlichte die Band dann ihr drittes Album From Water to War.

## Geschichte

### Gründung und Weg zum Erfolg (2006–2012)
Die Band wurde im Jahr 2006 von dem Gitarristen Adam „Tank“ Jefferson und dem Schlagzeuger Keith Cunningham gegründet, die bereits einige Jahre gemeinsam in einer Band gespielt hatten. Jared „Gus“ Lankford und Adams Bruder Jon Jefferson traten als Bassist und Gitarrist der Band bei. Im Jahr 2007 trat schließlich auch Jeremy Dunn als Leadsänger der Band bei, nachdem der vorherige geheiratet und sich zur Ruhe gesetzt hatte. Cunningham wurde dann später von dem neuen Schlagzeuger Noah Terrel abgelöst. Das Album World We View erreichte im Jahr 2012 die Top 20 der amerikanischen Billboard Charts in der Kategorie der christlichen Musik. Ihr Radiodebüt erreichte die Band mit ihrer Single Anthem of the Lonely aus dem Album World We View. Mit dieser Single erreichten sie 15,6 Millionen Klicks auf YouTube. Der Song ist darüber hinaus als Hintergrundmusik im Film Hardflip enthalten.

### From Water to War(seit 2013)
Die Band gab am 9. August 2013 bekannt, dass sie auf die Tournee „From Water“ gehen wollen, um ihr neuestes Album From Water to War zu unterstützen, das am 21. Januar 2014 erschien. Am 29. Oktober 2013 veröffentlichten sie ihre Single Break the World kurz nach Veröffentlichung der Single Surrender. Beide Titel sind im Album From Water to War enthalten.

## Diskografie

### Alben
| Veröffentlichung | Titel             | Label                | Chartposition |
| Veröffentlichung | Titel             | Label                | US 200        |
| ---------------- | ----------------- | -------------------- | ------------- |
| 5. Juni 2009     | Escape            | Collide Records      | –             |
| 14. Februar 2012 | World We View     | Tooth & Nail Records | –             |
| 21. Januar 2014  | From Water to War | Tooth & Nail Records | 121           |
| 11. März 2016    | Ascend            | Gospel International |               |

### Singles
| Veröffentlichung | Album             | Titel                |
| ---------------- | ----------------- | -------------------- |
| 2009             | Escape            | Words of Red         |
| 2009             | Escape            | Word of Advice       |
| 2011             | World We View     | Anthem of the Lonely |
| 2012             | World We View     | Get Back             |
| 2012             | World We View     | Write It Down        |
| 2013             | From Water to War | Break the World      |